# Język słowacki

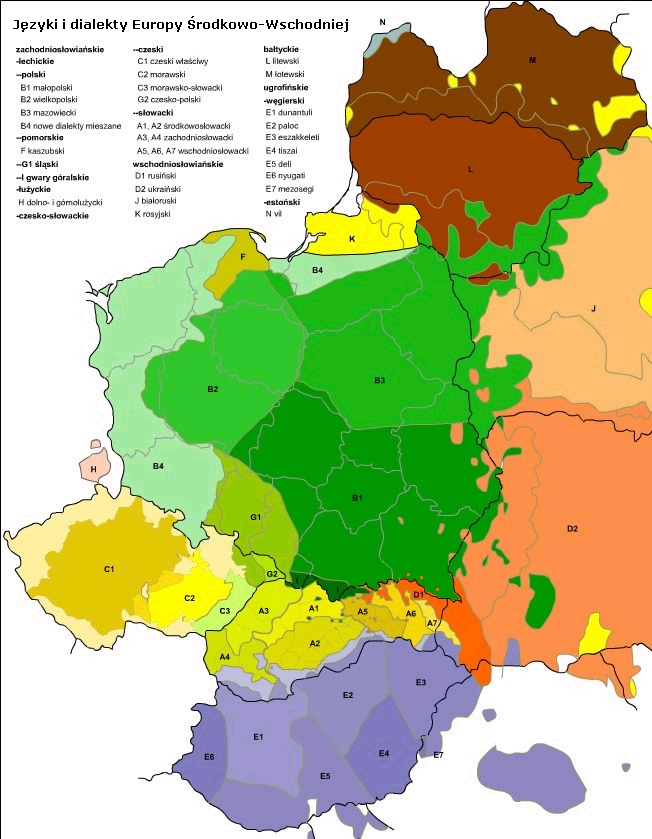
Języki i dialekty Europy Środkowo-Wschodniej

Język słowacki (słow. slovenský jazyk, też slovenčina) – język należący do zachodniosłowiańskiej grupy językowej. Językiem tym posługuje się ponad 6 mln osób – przede wszystkim na Słowacji, gdzie jest językiem urzędowym. Dodatkowo język słowacki jest jednym z języków urzędowych w serbskiej Wojwodinie. Używają go także Słowacy mieszkający w Polsce, Rumunii, na Węgrzech, w USA i Kanadzie. W Polsce istniała możliwość zdawania matury z języka słowackiego.
Język słowacki jest blisko spokrewniony z językiem czeskim (zob. język czeski a język słowacki), jest również zbliżony do języka polskiego (w mniejszym stopniu aniżeli do języka czeskiego) pod względem gramatyki i słownictwa.

## Historia i piśmiennictwo

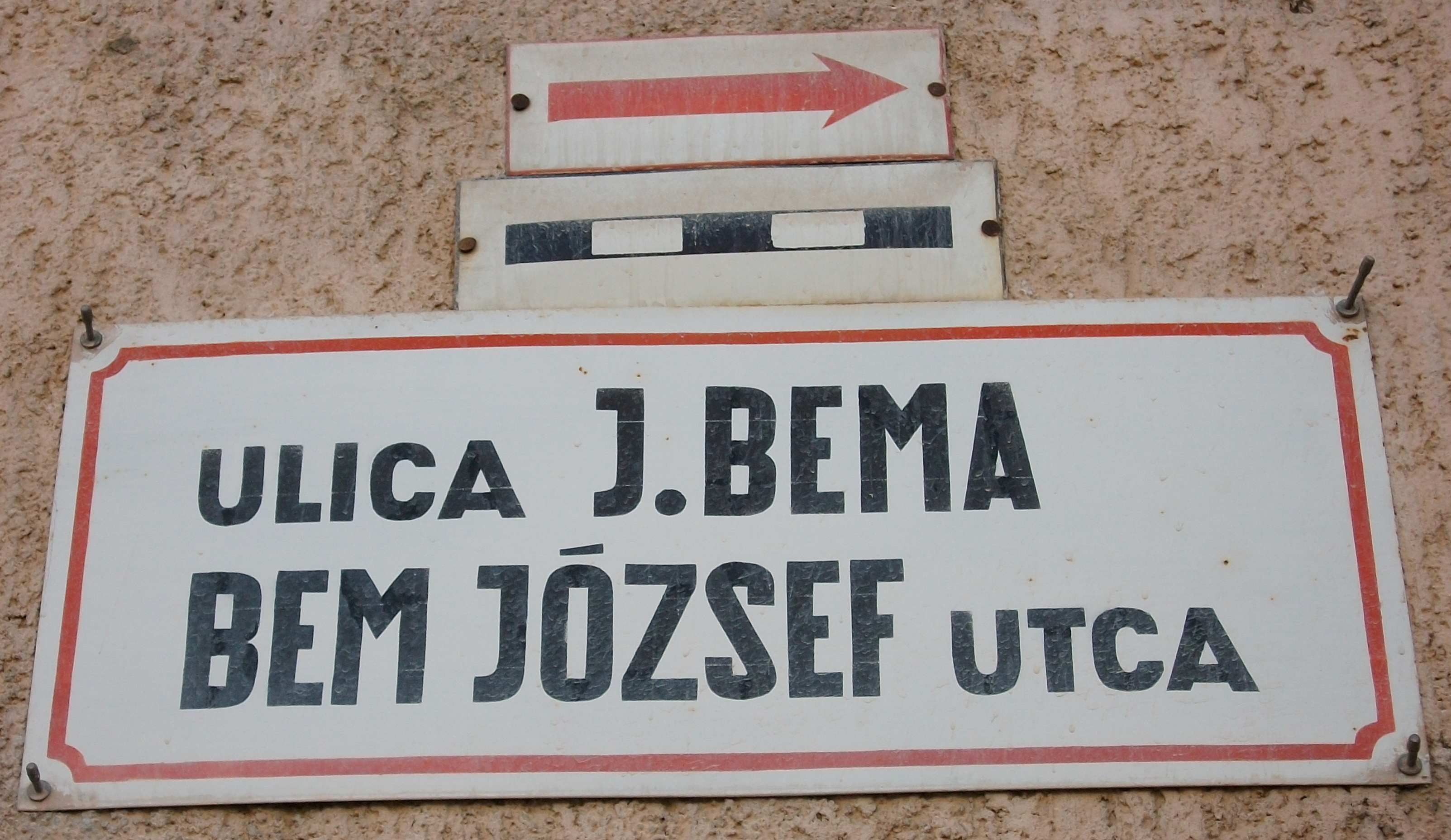
Dwujęzyczna (najpierw po słowacku, później po węgiersku) nazwa ulicy Józefa Bema w Štúrovie przy granicy z Węgrami

Za najstarszą książkę w języku słowackim uważa się Bardejovský katechizmus, wydany w 1581 roku w słowakizowanym języku czeskim. Współczesny słowacki język literacki powstał w połowie XIX wieku. Do jego zapisu stosuje się zmodyfikowany alfabet łaciński, który składa się z 46 liter i dwuznaków:
a á ä b c č d ď dz dž e é f g h ch i í j k l ĺ ľ m n ň o ó ô p q r ŕ s š t ť u ú v w x y ý z ž

## Fonetyka i fonologia
Język słowacki zachował w fonetyce pewne elementy języka prasłowiańskiego, które w polskim już zanikły. Jednym z nich jest iloczas, tj. występowanie samogłosek długich i krótkich. Te pierwsze są w piśmie wyróżnione kreseczką umieszczoną nad literą, tzw. znak długości (dĺžeň). Dla przykładu, słowackie a wymawia się podobnie jak w języku polskim przy dosyć szybkim wypowiadaniu słów, natomiast á wymawia się długo, mniej więcej tak, jak polskie aa. Iloczas posiada w języku słowackim funkcję dystynktywną (czasami przesądza o znaczeniu wyrazu), np. krik/krík („krzyk/krzak”). Ponadto w języku słowackim głoski l i r mogą być zgłoskotwórcze, a wtedy funkcjonują w identyczny sposób, jak samogłoski, to znaczy może padać na nie akcent wyrazowy (np. w dwusylabowych wbrew pozorom słowach vlhký, štvrtok „wilgotny, czwartek”) i posiadają iloczas (krótkie l, r i długie ĺ, ŕ). Ta właściwość umożliwia tworzenie zdań, w których nie ma ani jednej samogłoski, takich jak słynne, choć mało sensowne strč prst skrz krk, srsť, krv („włóż palec przez szyję, sierść, krew”). Zanikła w języku słowackim samogłoska y, która jest już od wielu wieków wymawiana jak i (choć nadal zapisywana przy pomocy litery y). Istnieje natomiast rozróżnienie między dźwięcznym laryngalnym h a bezdźwięcznym welarnym ch (to pierwsze dla Polaków brzmi jak dźwięk pośredni między ch a g – odpowiada dialektalnej, kresowej wymowie h).
Akcent w języku słowackim jest dynamiczny, stały i zawsze pada na pierwszą sylabę wyrazu (również w słowach obcego pochodzenia). Jeśli wyraz poprzedzony jest przyimkiem, akcent pada zawsze na przyimek, np. na Slovensku („na Słowacji”). Dotyczy to również przeczenia ne- („nie”) przed czasownikiem, które po słowacku zapisujemy łącznie z czasownikiem, np.: nečítať (nie czytać), nepracovať („nie pracować”), nepísať („nie pisać”). Wyjątek stanowi tylko oddzielna pisownia przeczenia z czasownikiem byť („być”), np.: nie som („nie jestem”), nie si („nie jesteś”), nie ste („nie jesteście”), nie sú („nie są”).

## Gramatyka
Gramatyka języka słowackiego bardzo przypomina polską. Rzeczowniki i czasowniki ze względu na typ odmiany dzieli się na kilkanaście grup. Rzeczownik odmienia się przez liczby (liczba pojedyncza i mnoga) oraz przypadki. Zazwyczaj przyjmuje się, że przypadków jest sześć, ponieważ nie rozdziela się mianownika i wołacza, które poza bardzo nielicznymi wyjątkami posiadają identyczne formy. W liczbie pojedynczej występują trzy rodzaje: męski, żeński i nijaki. W liczbie mnogiej także występują te trzy rodzaje. W odmianie czasownika występują te same tryby i czasy co w języku polskim, przy czym w formach czasu przeszłego i trybu przypuszczającego język słowacki zachował formy odpowiedniej osoby czasu teraźniejszego czasownika byť („być”) (we współczesnej polszczyźnie są one zredukowane do końcówek, utworzonych od staropolskich form: robił jeśm → „robiłem”; robili jeśmy → „robiliśmy” itp.):
som = jestem

sme = jesteśmy

ste = jesteście

dal som = dałem

dala som = dałam

dali sme = daliśmy/dałyśmy

dali ste = daliście/dałyście

dal by som = dałbym

dala by som = dałabym

dali by sme = dalibyśmy/dałybyśmy

### Rzeczowniki
Istnieje podział na rzeczowniki pospolite pisane od małej litery i nazwy własne pisane od dużej litery. Nazwy własne to między innymi imiona i nazwiska, nazwy geograficzne, nazwy świąt. Nazwy miesięcy i dni tygodnia tak jak w języku polskim zapisuje się małą literą. Drugi podział to rzeczowniki konkretne i abstrakcyjne, te pierwsze odnoszą się do rzeczy, które można fizycznie odczuć za pomocą zmysłów (np. ryba, zajac, dom), a te drugie odnoszą się do rzeczy, których nie da się bezpośrednio dotknąć (np. zdravie, múdrosť). W odmianie rzeczowników istnieje też podział na żywotne (ludzie i zwierzęta) oraz nieżywotne oraz na rodzaj męski, żeński i nijaki. Tak jak w języku polskim końcówka rzeczownika zmienia się w zależności od przypadku, podobnie jak w języku polskim istnieje też inna odmiana rzeczowników żywotnych i nieżywotnych.

### Przymiotniki
Odmiana przymiotników jest bardzo podobna do tej, jaka funkcjonuje w języku polskim. Zasady stopniowania przymiotników są identyczne jak w języku polskim, np.

ľahký → ľahší → najľahší

Podobnie jak w języku polskim występują wyjątki dla wyrazów: dobrý, zlý, malý, veľký. Oprócz tego we współczesnym standardowym języku słowackim są jeszcze wyjątki nieobecne w języku polskim: przymiotnik pekný („ładny”) posiada dalsze stopnie: krajší, najkrajší, tożsame ze stopniami przymiotnika krásny („piękny”).

## Dialekty
Dialekty słowackie znacznie różnią się między sobą, w ich obrębie wyróżnia się trzy lub cztery zespoły gwar:
- wschodniosłowacki (najbliższy językowi polskiemu),
- środkowosłowacki (mający wiele cech wspólnych z językami południowosłowiańskimi, zwłaszcza słoweńskim),
- zachodniosłowacki (bliższy językowi czeskiemu),
- morawsko-słowacki (używany na wschodnich Morawach, o charakterze przejściowym z obszarem dialektalnym czeskim[15].

Podstawą słowackiego języka literackiego stał się dialekt środkowosłowacki, choć duży wkład miały też cechy zachodniosłowackie zbieżne z literacką czeszczyzną. To one zadecydowały o dzisiejszych literackich formach typu dobré, nárečie zamiast środkowosłowackich form typu dobrô (dobruo), nárečia z dzieł Ľudovíta Štúra.

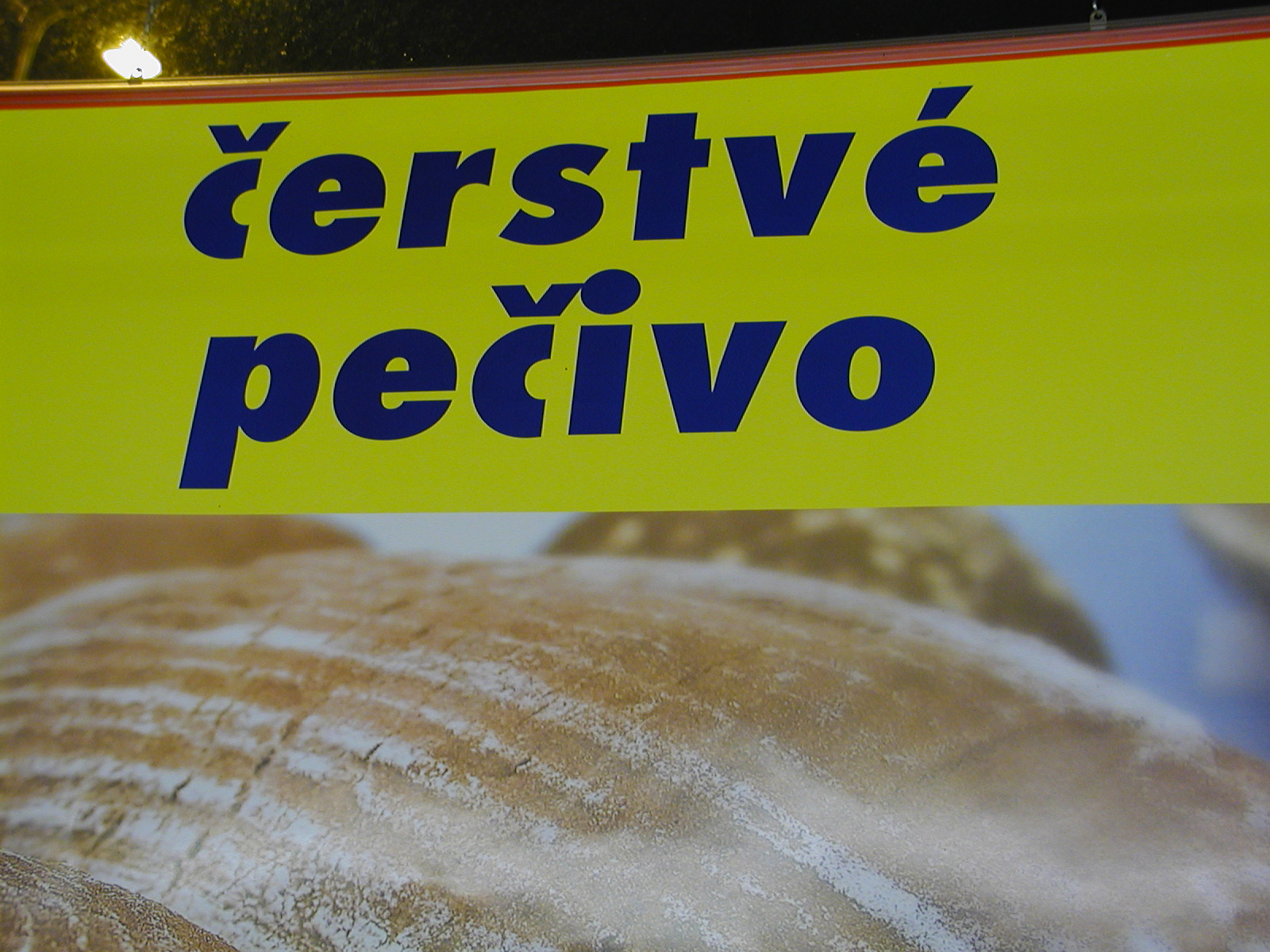
Przykład zdradliwego słowa słowackiego dla Polaków. Niepełną listę takich słów znaleźć można na Wikibooks